# Isiolo County
Isiolo County is een county en voormalig Keniaans district. Het district telde 100.861 inwoners (1999) en had een bevolkingsdichtheid van 4 inw/km². Ongeveer 12,5% van de bevolking leeft onder de armoedegrens en ongeveer 52% heeft beschikking over elektriciteit.